# Paul Bùi Chu Tạo

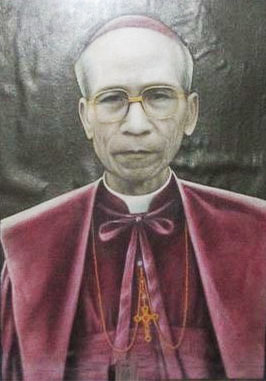
Bischof Paul Bui Chu Tao

Phaolô (dt. Paul) Bùi Chu Tạo (* 21. Januar 1909 in Tam Châu; † 5. Mai 2001) war Bischof von Phát Diệm.

## Leben
Der Apostolische Vikar von Phát Diệm, Jean-Baptiste Tong Nguyên Ba, weihte ihn am 13. März 1937 zum Priester. Pius XII. ernannte ihn am 30. November 1956 zum Apostolischen Administrator von Phát Diệm.
Johannes XXIII. ernannte ihn am 24. Januar 1959 zum Apostolischen Vikar von Phát Diệm und Titularbischof von Numida. Der Apostolische Vikar von Hanoi, Joseph Marie Trịnh Như Khuê, weihte ihn am 26. April desselben Jahres zum Bischof. 
Als Wahlspruch wählte er In caritate non ficta. Der Papst erhob das Apostolische Vikariat zum Bistum am 24. November 1960 und somit wurde er zum Bischof von Phát Diệm ernannt. Am 3. November 1998 nahm Johannes Paul II. seinen altersbedingten Rücktritt an. 